# Nowy Szczaworyż
Nowy Szczaworyż – część wsi Szczaworyż w Polsce, położona w województwie świętokrzyskim, w powiecie buskim, w gminie Busko-Zdrój.
W latach 1975–1998 Nowy Szczaworyż administracyjnie należał do województwa kieleckiego.